# Majdan (montagne)
Pour les articles homonymes, voir Majdan.
Le mont Majdan (en serbe cyrillique : Мајдан) est une montagne du sud-est de la Serbie.

## Géographie
Le mont Majdan est situé au nord-ouest de Medveđa et à l'est de Podujevo (au Kosovo). Il est entouré par le mont Radan au nord et par le mont Jablanica à l'est et au sud-est.